# Лорелдејл (Пенсилванија)
Лорелдејл (енгл. Laureldale) град је у америчкој савезној држави Пенсилванија.

## Демографија
По попису из 2010. године број становника је 3.911, што је 152 (4,0%) становника више него 2000. године.
| Група             | 2000.         | 2010.         |
| Белци             | 3.490 (92,8%) | 3.104 (79,4%) |
| Афроамериканци    | 28 (0,7%)     | 97 (2,5%)     |
| Азијати           | 14 (0,4%)     | 34 (0,9%)     |
| Хиспаноамериканци | 204 (5,4%)    | 630 (16,1%)   |
| Укупно            | 3.759         | 3.911         |